# Nicolae Nemirschi
Nicolae Nemirschi (n. 9 martie 1959, Constanța, România) este un inginer român, ministru al Mediului în Guvernul României între 22 decembrie 2008 și 23 decembrie 2009. Anterior, el ocupase funcția de viceprimar al municipiului Constanța timp de patru ani (2004-2008).